# Giosuè Zilocchi

a Compétitions nationales et continentales officielles uniquement.

b Matchs officiels uniquement.
Dernière mise à jour le 15 avril 2024.
Giosuè Zilocchi, né le 15 janvier 1997 à Fiorenzuola d'Arda (Italie), est un joueur international italien de rugby à XV. Il évolue au poste de pilier droit pour le Benetton Trévise en United Rugby Championship.

## Biographie
Giosuè Zilocchi naît le 15 janvier 1997 à Fiorenzuola d'Arda en Italie. Il grandit à Gossolengo, dans la province de Plaisance, et fait ses débuts en Serie A (deuxième division) en 2015 avec le Rugby Lyons Piacenza, une équipe de la capitale provinciale avec laquelle il est promu en Eccellenza,.
Il dispute ensuite une saison avec l'équipe de l'Académie de la fédération italienne, avant de retourner jouer la saison 2016-2017 avec les Lyons Piacenza,.
En 2016 et 2017, il participe à deux Tournoi des Six Nations des moins de 20 ans et à un Championnat du monde junior avec l'équipe d'Italie des moins de 20 ans.
À l'issue de la saison 2016-2017, Zilocchi rejoint le Rugby Calvisano avec qui il atteint la finale du championnat,, où son club s'incline face au Petrarca Padoue. Lors de cette saison, il s'impose comme l'un des meilleurs piliers droits du championnat, il dispute dix rencontres, étant titulaire à sept reprises, et inscrit deux essais. Pendant sa saison à Calvisano, il est également sous double contrat avec la franchise fédérale des Zebre en Pro14, bien qu'il ne joue aucun match avec ces derniers.
En mai 2018, il est convoqué pour la première fois en équipe d'Italie afin de préparer la tournée d'été à la suite de la blessure d'Oliviero Fabiani. Ce mois-ci, il est annoncé qu'il rejoint officiellement les Zebre pour la saison prochaine avec un contrat à temps plein,. En juillet 2018, il fait ses débuts internationaux à Ōita contre le Japon. Il affronte ensuite l'Irlande à Chicago en novembre de la même année.
En 2019, il participe à la préparation pour la Coupe du monde au Japon, mais n'est finalement pas retenu dans le groupe final par Conor O'Shea. Néanmoins, pendant la compétition, il est appelé afin de remplacer Marco Riccioni blessé lors du match de la phase de poules contre l'Afrique du Sud. Il est prévu qu'il joue le dernier match de poule contre la Nouvelle-Zélande; mais le match est finalement annulé le match à cause du passage du typhon Hagibis.
Début 2020, il est convoqué pour disputer le Tournoi des Six Nations et est titularisé dès la première journée contre le pays de Galles. Finalement, il dispute les quatre autres journées dans ce rôle. En mars, il prolonge son contrat jusqu'à l'issue de la saison 2021-2022 avec le Zebre.
Début avril 2022, il rejoint avec effet immédiat le club anglais des London Irish,. Cependant, dès la pré-saison 2022-2023, il subit une blessure aux ligaments croisés du genou qui l'éloigne des terrains pour l'intégralité de la saison.
En avril 2023, après n'avoir donc joué aucune rencontre avec les London Irish, il est annoncé qu'il fait son retour en Italie pour signer au Benetton Trévise à partir de la saison 2023-2024 et ce jusqu'en 2025.
En janvier 2024, il est convoqué pour le Tournoi des Six Nations. Durant la compétition, il participe aux cinq journées et étant titulaire à une reprise. Sa sélection réalise le meilleur bilan de son histoire dans la compétition avec deux victoires, un match nul et deux défaites.

## Statistiques en équipe nationale
Au 15 novembre 2024, Giosuè Zilocchi compte 22 matchs avec l'équipe d'Italie, dont 10 en tant que titulaire. Il débute en équipe nationale à l'âge de 21 ans le 9 juin 2018 contre le Japon.
Il participe à quatre Tournois des Six Nations en 2020, 2021, 2022 et 2024.